# 공도시외버스터미널
공도시외버스터미널은 경기도 안성시 공도읍 공도로 51-7 (용두리 272-1번지)에 있는 대한민국의 시외버스터미널이다. 고속버스 전산망상의 터미널 번호는 133이다. 보통 공도터미널이라고 불린다.
과거에는 공도읍 공도로 77 (만정리)에 매표소가 위치하여 간이정류장 형식으로 운영하였기 때문에 공도정류장이라고 불리기도 하였다. 그러나 정류장 규모 대비 이용객이 많고 시내버스 정류장과 공동 사용하였기 때문에 교통 혼잡이 발생하여 터미널 건립의 필요성이 제기되었고, 안성시는 과거 정류장에서 서쪽으로 약 300m 떨어진 용두리 272-1번지 일대로 터미널을 이전할 계획을 세워 터미널을 신축해 2015년 2월 26일에 새로운 터미널로 이전하였다. 기존 터미널 매표소는 2월 25일 부로 폐쇄되었다.

## 운행 노선
- 이 곳에 정차하는 버스는 안성 기준 출발 시간으로부터 약 20분 뒤에 도착한다.

### 고속버스
| 운행 노선       | 운행업체          | 운행구간 | 운행구간 | 운행구간 | 경유지         | 배차 간격 | 시간표                                      |
| --------------- | ----------------- | -------- | -------- | -------- | -------------- | --------- | ------------------------------------------- |
| 공도 ↔ 서울경부 | 금호고속 동양고속 | 공도     | ↔        | 서울경부 | 주은풍림아파트 | 15~25분   | 첫차:06:00(안성 기준) 막차:23:00(안성 기준) |

### 시외버스
| 방면        | 행선지 |
| ----------- | --- |
| 강원권 방면 | 문막, 원주 |
| 수도권 방면 | 가락시장, 고양, 고양화정, 김포공항, 대림동산, 동두천, 동서울, 의정부, 범계, 부천, 비산동, 서수원, 서울남부,송탄, 안산, 안성, 안양, 양평, 오산, 이천, 인천, 인천국제공항, 일죽, 잠실, 장지역, 죽산, 중앙대(안성), 태평리, 평택 |
| 충청권 방면 | 생극, 아산(온양), 천안, 대전, 충주, 합덕, 청주 |

## 특이 사항
- 안성종합버스터미널 및 한경대, 시민회관 정류장에서 승객을 모두 태운 버스는 승차할 수 없다. 이용객이 많은 시간대에는 이 곳에서 승차하지 못하는 경우가 많으므로 터미널에서는 안성터미널 이용을 권장하고 있다. 승차권 이외 수도권 일부 노선은 현금, 교통카드로 승차하는 것이 가능하며, 또한 공도시외버스정류소에서 구입한 승차권은 주은. 풍림아파트 정류소에서는 사용할 수 없다.